# Blizhneyéiski
Blizhneyéiski (del ruso: Ближнее́йский) es un posiólok del raión de Yeisk del krai de Krasnodar, en Rusia. Está situado en las tierras bajas de Kubán-Azov, en la península de Yeisk, 4 km al sur del centro de Yeisk y 189 km al noroeste de Krasnodar, la capital del krai. Tenía 313 habitantes en 2010
Pertenece al municipio rural Shirochánskoye (dentro del ókrug urbano de Yeisk).